# Годой, Адан
Адан Акилино Годой Рубина (исп. Adán Aquilino Godoy Rubina; род. 26 ноября 1936, Копьяпо, Чили) — чилийский футболист, вратарь.

## Клубная карьера
Впервые начал карьеру, защищая ворота клуба «Лузитания» в Инка-де-Оро.
В 1956 году он был нанят «Коло-Коло», а свой профессиональный дебют он сделал в 1957 году, играя в качестве резерва Серхио Ливингстона, но его лучшие выступления были проведены в команде «Сантьяго Морнинг», которая наняла его в 1958 году.
Завершил карьеру футболиста в 43 года.

## Карьера в сборной
Годой выступал за сборную Чили с 1962 по 1966 год, за это время он сыграл 23 игры. Фернандо Риера вызвал его в команду, которую он готовил к чемпионату мира 1962 года.
Также четыре года спустя он был номинирован в состав команды, принимавшей участие в чемпионате мира в Лондоне в 1966 году, где считался стартовым вратарём, но травма пальца помешала ему участвовать в матчах.